# Asteroid in Love/Episodenliste
Diese Liste ist eine Ansicht der bisher produzierten und ausgestrahlten Episoden der Slice-of-Life-Animeserie Asteroid in Love. Als Vorlage dient der gleichnamige Manga des Mangakas Quro. Der Anime umfasst zwölf Episoden.

## Episodenliste
| Nr. (ges.) | Nr. (St.) | Deutscher Titel                              | Originaltitel                                | Erstausstrahlung Japan | Deutschsprachige Erstausstrahlung (D) | Regie | Drehbuch | Erstveröffentlichung im OmdU |
| --- | --------- | -------------------------------------------- | -------------------------------------------- | ---------------------- | ------------------------------------- | ----- | -------- | ---------------------------- |
| 1 | 1         | Ihr Versprechen                              | 二人の約束 Futari no Yakusoku                | 3. Jan. 2020           | –                                     | –     | –        | 3. Januar 2020               |
| Während eines Sommercamps trifft Mira auf einen Jungen namens Ao, der sich Astronomie interessiert. Er erzählt ihr, dass ein Stern im Sternbild Walfisch ihren Namen trägt. Da noch kein Stern mit Aos Namen existiert, geben sie sich das Versprechen, gemeinsam eines Tages einen Stern zu finden. Jahre später besucht Mira die Oberschule und tritt dort dem Erdwissenschaftsclub, einem Zusammenschluss des Astronomie- und dem Geologieclubs, bei. Dort trifft sie wieder auf Ao, die zu Miras Verwunderung ein Mädchen ist. |           |                                              |                                              |                        |                                       |       |          |                              |
| 2 | 2         | Die Milchstraße am Flussufer                 | 河原の天の川 Kawara no Amanogawa             | 10. Jan. 2020          | –                                     | –     | –        | 10. Januar 2020              |
| Der Erdwissenschaftsclub veranstaltet in der Nähe eines Flusses eine Grillparty. Tagsüber suchen sie nach verschiedenen Steinen, am Abend beobachten sie die Sterne am Himmel. Tags darauf beratschlagen sie, wer welche Artikel für ihr Clubmagazin KiraKira schreibt. Nur Mira wirkt unentschlossen und nach Kritik ihrer älteren Schwester über einen von ihr geschriebenen Artikel, weiß sie nicht wie sie an das Verfassen eines passenden Artikels arbeiten soll. Als Ao Mira fragt, eine Illustration des Jupiters in Form der griechischen Mythologie anzufertigen, beschließt Mira, ihren Artikel in Form eines Manga zu präsentieren. Nachdem die erste Ausgabe des Magazins in der Schule vergriffen ist, feiern die Clubmitglieder ihren Erfolg in einem Onsen.              |           |                                              |                                              |                        |                                       |       |          |                              |
| 3 | 3         | Erinnerungen sind Schätze                    | 思い出はたからもの Omoide wa Takaramono      | 17. Jan. 2020          | –                                     | –     | –        | 17. Januar 2020              |
| Ao ist bei Mira zu Besuch um für eine Wiederholungsprüfung zu lernen. Dort trifft sie erstmals auf Miras ältere Schwester Misa. Später helfen die beiden in der Bäckerei von Moe Suzuyas Familie aus und erhalten dabei Unterstützung von Suzus jüngerer Schwester Megu. Wenige Tage darauf treffen Mira und Ao auf ihr Clubmitglied Mai, die gerade mit Moe ihrem Hobby, dem Lesen von geographischen Karten, beschäftigt ist und von Moe begleitet wird. Mira und Ao verfolgen die beiden. Mira bittet Mai, eine Schatzkarte zu entwerfen. Mai zeichnet eine Karte, die Mira, Ao und Moe an verschiedene Orte durch die Schule führt. |           |                                              |                                              |                        |                                       |       |          |                              |
| 4 | 4         | Sommercamp! Wie aufregend!                   | わくわく！ 夏合宿 Wakuwaku! Natsu Gasshuku!  | 24. Jan. 2020          | –                                     | –     | –        | 24. Januar 2020              |
| Der Erdwissenschaftsclub macht einen Sommerausflug. Dabei kommen die Mitglieder im Haus der Großeltern von Lehrerin Yūki Endo unter, da von dort aus die Anfahrt zu den geplanten Attraktionen am Kürzesten ist. So besuchen die Mädchen ein geologisches Museum, wo Mira in Erfahrung bringt, dass der Stein, den sie am Flussufer gefunden hat kein Fossil, sondern ein Dendrit ist. Am Folgetag besuchen sie das JAXA Space Center, wo Ao und Mira erhoffen, neue Informationen zur Asteroidensuche zu erhalten. Sie erfahren von einem jährlich stattfindenden Wettbewerb, dessen Anmeldefrist bereits abgelaufen ist. Am letzten Tag besucht der Club ein Kartenmuseum, wo Yūki sich an ihre eigene Schulzeit erinnert.                                                             |           |                                              |                                              |                        |                                       |       |          |                              |
| 5 | 5         | Individuelle Sommerferien                    | それぞれの夏休み Sorezore no Natsuyasumi     | 31. Jan. 2020          | –                                     | –     | –        | 31. Januar 2020              |
| Die Mädchen gehen gemeinsam an den Strand. Suzu ist eifersüchtig auf Ao, da diese in letzter Zeit viel mehr Zeit mit Mira verbringt. Suzu fordert Ao zu einem Wettstreit heraus um herauszufinden, wer Miras wirklich beste Freundin ist. Am nächsten Tag besuchen Mira und Mikage eine Mineralien-Ausstellung. Mikage fürchtet sich vor ihrer Zukunft, da sie noch keine Ziele für sich selbst finden kann. Später treffen sie auf Sayuri Ibe und Ayano Usami von der Schülerzeitung, die den Erdwissenschaftsclub bei der Planung für das anstehende Schulfest unterstützen. |           |                                              |                                              |                        |                                       |       |          |                              |
| 6 | 6         | Hoshizaki-Fest!                              | 星咲祭! Hoshizaki-sai!                       | 7. Feb. 2020           | –                                     | –     | –        | 7. Februar 2020              |
| Dank der Hilfe der Mitglieder der Schülerzeitung schaffen Mikage und Mai es, eine Erdprobe für das Schulfestival zu entnehmen. Währenddessen arbeiten Mira und Ao gemeinsam mit Clubpräsidentin Mari an Requisiten und erfahren, wie Mari durch ihre Großmutter Interesse an der Astronomie gewann. Am Tag des Kulturfestivals der Schule avanciert das Café des Erdwissenschaftsclub als ein Geheimtipp unter den Festivalbesuchern. Am Ende des Festivals erklären Mikage und Mari ihren Rücktritt als Clubpräsidentin und Vizepräsidentin und schlagen Mai als Nachfolgerin vor. |           |                                              |                                              |                        |                                       |       |          |                              |
| 6.5 | 6.5       | KiraKira-Sonderausgabe                       | KiraKira特別号 KiraKira Tokubetsu-gō         | 14. Feb. 2020          | –                                     | –     | –        | 14. Februar 2020             |
| Zusammenfassung der ersten sechs Episoden. |           |                                              |                                              |                        |                                       |       |          |                              |
| 7 | 7         | Der Nachthimmel ist eine Zeitmaschine        | 星空はタイムマシン Hoshizora wa Taimu Mashin | 21. Feb. 2020          | –                                     | –     | –        | 21. Februar 2020             |
| Der Erdwissenschaftsclub wird beauftragt bei einer Sternenbeobachtungsveranstaltung für Kinder auszuhelfen. Während Suzu und Megu versuchen, die Kinder unter Kontrolle zu bringen, scheint sich Haruka – eines der Kinder – sich nicht für das Beobachten von Sternen zu begeistern. Dies ändert sich als Ao ihr erklärt wie die Sterne die Geschichte des Universums repräsentieren. Am nächsten Tag liegt Ao mit einer Erkältung im Bett, sodass Mira und Mai sie besuchen. Währenddessen lernen Mikage und Mari für ihre Aufnahmeprüfungen. Mai beschließt zudem, sich für einen Wettbewerb anzumelden. |           |                                              |                                              |                        |                                       |       |          |                              |
| 8 | 8         | Winterdiamant                                | 冬のダイヤモンド Fuyu no Daiyamondo          | –                      | 28. Feb. 2020                         | –     | –        | 28. Februar 2020             |
| Mai nimmt an der Erdwissenschafts-Olympiade teil und freundet sich Saeki, einer weiteren Teilnehmerin an. Obwohl Mai den Test nicht besteht, ist sie froh am Wettbewerb teilgenommen zu haben. Der Erdwissenschaftsclub gibt eine Weihnachtsfeier bei der Mikage und Mari ihren Mitgliedern ein Fotoalbum, dass ihre gemeinsame Zeit miteinander dokumentiert. Bei einem Schreinbesuch am Neujahrsabend teilt Ao mit, dass sie mit ihrem Vater im März wegziehen wird. Während die Clubmitglieder nach einer Lösung, wie Ao und Mira ihr Versprechen halten können, schlägt Misa vor, dass Ao und Mira zusammenziehen könnten. |           |                                              |                                              |                        |                                       |       |          |                              |
| 9 | 9         | Wahre Gefühle                                | 本当の気持ち Hontō no Kimochi                | 6. März 2020           | –                                     | –     | –        | 6. März 2020                 |
| Mit der Unterstützung ihrer Freunde schaffen Ao und Mira es, ihre Eltern zu überzeugen, sodass beide zusammenziehen können. Mikage fragt Suzu, ob sie ihr helfen könne, Schokolade für den anstehenden Valentinstag zuzubereiten, wodurch diese angespornt wird, welche für Miras ältere Schwester zu machen. Am Tag der Schulabschlussfeier überreichen die Mitglieder des Erdwissenschaftsclubs ihren früheren Präsidentinnen Mikage und Mari Geschenke zum bestandenen Schulabschluss, woraufhin letztere später erkennt, wie sehr sie die Aktivitäten im Club genossen hat. Während Ao in den Frühlingsferien bei Miras Familie einzieht, geraten sie und Mira in einen Streit, da diese Aos Gepäck durchwühlt hat. Beide versöhnen sich aber rasch miteinander.                     |           |                                              |                                              |                        |                                       |       |          |                              |
| 10 | 10        | Regen mit gelegentlichen Zukunftsvorhersagen | 雨ときどき占い Ame Tokidoki Uranai           | 13. März 2020          | –                                     | –     | –        | 13. März 2020                |
| Als das neue Schuljahr beginn, stoßen zwei neue Schülerinnen zum Erdwissenschaftsclub: Yū Nanami und Chikage Sakurai, Mikages jüngere Schwester. Die Gruppe plant für ihre neu dazu gestoßenen Mitglieder ein Barbecue zu organisieren, allerdings regnet es an dem vermeinbarten Tag. Yū möchte später Meteorologie studieren um anderen Menschen vor möglichen Naturkatastrophen zu warnen. Der Regen hört auf und Yū kann sich beim Anblick eines Regenbogens beruhigen. Später schafft es Mira, am Shining-Star-Wettbewerb teilzunehmen, nachdem sie die Anmeldefrist letztes Jahr noch verpasst hat. Ao hingegen fällt durch, sodass Mira alleine am Wettbewerb teilnimmt. Als Mira und ihre Lehrerin Yuki nach Okinawa geflogen sind, stellen sie fest, dass Ao ihnen gefolgt ist. |           |                                              |                                              |                        |                                       |       |          |                              |
| 11 | 11        | Leuchtstein-Challenge!                       | きら星チャレンジ! Kiraboshi Charenji!        | 20. März 2020          | –                                     | –     | –        | 20. März 2020                |
| Yuki kann die Organisatoren des Wettbewerbs überreden, Ao zu erlauben, den Wettbewerb als Zuschauerin beobachten zu lassen während sich Mira den Teilnehmerinnen Asuka Tomori und Shiho Makita anfreundet. Währenddessen beaufsichtigen Mikage und Mari die übrigen Clubmitglieder bei einem erneuten Besuch der JAXA. Als Wolken dem Sternebeobachten einen Riegel vorschiebt, erfahren sie etwas über Yukis Teilnahme an der Leuchtstein-Challenge bei der diese von einer anderen Teilnehmerin beeinflusst wurde. Am nächsten Tag verbessert sich das Wetter und stärkt somit Miras und Aos Bestreben einen Asteroiden zu entdecken. |           |                                              |                                              |                        |                                       |       |          |                              |
| 12 | 12        | Verbundener Kosmos                           | つながる宇宙 Tsunagaru Uchū                  | 27. März 2020          | –                                     | –     | –        | 27. März 2020                |
| Während sie die Sterne beobachten diskutieren Ao und Mira, welche Träume sie verfolgen wollen, nachdem sie ihr bisheriges Ziel erreicht haben. Als der zweite Teil der Asteroiden-Fotografie weiter geht, entdeckt Ao im All etwas sich bewegendes. Es stellt sich heraus, dass es sich um einen bekannten Stern handelt. Trotz alledem haben Mira und Ao eine Menge Erfahrung und Motivation sammeln können, ihre gesetzten Ziele weiterhin zu verfolgen. Wieder in der Schule berichten sie den anderen von ihren Erlebnissen auf Okinawa. |           |                                              |                                              |                        |                                       |       |          |                              |